# Дикси (песня)
«Дикси» (англ. Dixie), также известная как «Я хотел бы быть в Дикси», «Земля Дикси» («I Wish I Was in Dixie», «Dixie’s Land») — американская народная песня, один из неофициальных гимнов южных штатов США. Во время Гражданской войны в США была очень популярна среди конфедератов.
Первый раз песня была исполнена в 1859 году в Нью-Йорке. Автором считается Дэн Эмметт, уроженец Огайо.
Существуют три версии возникновения названия песни, самая популярная заключается в следующем: старинные банкноты в 10 долларов, бывшие в употреблении в Луизиане, назывались «дикси» (от французского «dix», напечатанного на них). Сама Луизиана называлась на сленге «землёй Дикси». Позднее этим словом стали обозначать все южные штаты США: Южную Каролину, Миссисипи, Флориду, Алабаму, Джорджию и Луизиану.
В наши дни исполнение «Дикси» иногда считается оскорблением  негров, потому что может восприниматься как выражение симпатии по отношению к рабовладельческому прошлому Юга.
Несмотря на то, что эта песня обычно ассоциируется с Южными штатами, «Дикси» была любимой песней президента Авраама Линкольна. Она была исполнена при его инаугурации.
В 1972 году Элвис Пресли записал «Американскую Трилогию» — попурри из песен «Дикси» и «Боевой гимн Республики». В 2002 году версия Элвиса Пресли была перевыпущена рок-группой Manowar на альбоме Warriors of the World.

## Текст песни

### Оригинал
Oh, I wish I was in the land of cotton

Old times there are not forgotten

Look away! Look away! Look away! Dixie Land

In Dixie Land where I was born

Early on one frosty mornin'

Look away! Look away! Look away! Dixie Land

I wish I was in Dixie, Hooray! Hooray!

In Dixie Land, I'll take my stand

To live and die in Dixie

Away, away, away down south in Dixie

Away, away, away down south in Dixie

Old Missus marry "Will the weaver"

William was a gay deceiver

Look away! Look away! Look away! Dixie Land

But when he put his arm around her

He smiled as fierce as a forty pounder

Look away! Look away! Look away! Dixie Land

His face was sharp as a butcher's cleaver

But that did not seem to grieve her

Look away! Look away! Look away! Dixie Land

Old Missus acted the foolish part

And died for a man that broke her heart

Look away! Look away! Look away! Dixie Land

Now here's a health to the next old Missus

An all the girls that want to kiss us

Look away! Look away! Look away! Dixie Land

But if you want to drive 'way sorrow

Come and hear this song tomorrow

Look away! Look away! Look away! Dixie Land

### Перевод
О, я бы хотел оказаться в стране хлопка,

Где не забыты старые времена,

Обернись! Обернись! Обернись! Диксиленд.

В стране Дикси, где родился я,

ранним морозным утром,

Обернись! Обернись! Обернись! Диксиленд.

Я хотел бы быть в Дикси! Ура! Ура!

В стране Дикси я отстою своё право

Жить и умереть в Дикси.

Далеко, далеко, далеко, на юге, в Дикси.

Далеко, далеко, далеко, на юге, в Дикси.

Старая миссис женится на Вилли-ткаче.

Вильям был весёлый плут,

Обернись! Обернись! Обернись! Диксиленд.

Но когда он обнял её

С улыбкой жарче бутылки рома,

Обернись! Обернись! Обернись! Диксиленд.

Лицо его было острее тесака,

Но кажется, это её ничуть не огорчало,

Обернись! Обернись! Обернись! Диксиленд.

Старая миссис сглупила 

И погибла за того, кто ей сердце разбил,

Обернись! Обернись! Обернись! Диксиленд.

Теперь за здоровье другой старой миссис,

Всех девушек, что хотят целовать нас,

Обернись! Обернись! Обернись! Диксиленд.

Но если ты хочешь отринуть скорбь,

Приходи и слушай эту песнь завтра,

Обернись! Обернись! Обернись! Диксиленд.

## В культуре
В самом знаменитом фильме о Гражданской войне в США — экранизации романа «Унесённые ветром» — «Дикси» звучит дважды, вскользь, но очень контрастно: на балу в доме Уилксов (когда приходит известие об объявлении войны) и после получения в Атланте телеграфом списков убитых, когда военный оркестр начинает её играть, чтобы как-то разрядить обстановку.
В фильме «Джоси Уэйлс — человек вне закона» (1976) песню напевает паромщик.
В 2005 году вышел фильм «Придурки из Хаззарда», в котором на автомобиле «The General Lee» был установлен гудок, играющий мотив этой песни. В США этот звуковой сигнал также известен как «Dixie horn». В девятом сезоне американского сериала «Офис» коллеги дразнят Энди за рабовладельческое прошлое его семьи и меняют рингтон его телефона на «Дикси», что ставит его в неловкое положение.

## В России
Существует русский перевод текста под названием «Дикси-Ленд», авторы С. Болотин и Т. Сикорская (до 1978 года).
Мелодия «Дикси» звучит в советском фильме «Агония» Элема Климова — в то время пока Распутин с князем Юсуповым сидит в полуподвальной каморке за столом, а остальные заговорщики наверху старательно изображают гостей на приёме, на граммофоне играет мелодия именно этой песни.